# Кутис (фильм)
Кутис (англ. Cooties) — американская комедия о зомби 2014 года, снятая Джонатаном Милоттом и Кэри Мернионом по сценарию Яна Бреннана и Ли Уоннелла. В главных ролях Элайджа Вуд, Элисон Пилл, Рэйн Уилсон, Джек МакБрайер, Ли Уоннелл, Насим Педрад, Иэн Бреннан и Хорхе Гарсиа в роли группы сотрудников начальной школы, которые борются, чтобы пережить вспышку неизвестного вируса среди учеников, который превращает их в агрессивных зомби.
Премьера фильма «Кутис» состоялась на кинофестивале «Сандэнс» 18 января 2014 года, а затем была выпущена 18 сентября 2015 года ограниченным тиражом и в формате видео по запросу Lionsgate Premiere. Фильм получил неоднозначные или средние отзывы критиков.

## Сюжет
Птицефабрика Форт Чикен, штат Иллинойс, фермер ловит курицу зараженную неизвестным вирусом, убивает и готовит партию куриных наггетсов, где заражённый вирусом куриный наггетс случайно попадает в упаковку, отправленную в местную школьную столовую. Ученица четвертого класса Шелли Линкер съедает один из испорченных куриных наггетсов и заражается вирусом.  В это время Клинт Хэдсон (Элайджа Вуд), писатель, который временно работает учителем, прибывает в свою родную школу Форт Чикен, чтобы заменить одного из учителей. Клинт встречает своих новых коллег: эксцентричного физрука Уэйда Джонсона (Рэйн Уилсон), его девушку и учительницу музыки Люси МакКормик (Элисон Пилл), робкого заместителя директора Трейси Линкольн (Джек МакБрайер) и других. Клинт испытывает неловкость, узнав, что Люси, его бывшая возлюбленная, теперь встречается с Уэйдом.
Во время урока Клинта на ученика по имени Патриот нападает охваченная волдырями и все более дикая Шелли после того, как он случайно выдергивает косичку из ее головы, при этом она царапает Клинта, и убегает. После того, как Патриота доставили в кабинет медсестры, друг Патриота Динк идет на игровую площадку к Шелли. Динк планирует сообщить о Шелли в кабинет директора, сдав ее, но Шелли в конечном итоге заражает Динка, царапая его, который затем распространяет вирус по детской площадке, заражая большинство детей, прежде чем все они приступают к убийству нескольких сотрудников, мистера Питерсона, заместителя директора Симмс и шерифа Дэйва.
Учителя, оказавшись запертыми в школе, понимают, что они должны объединиться, чтобы выжить. Клинт, Люси, Уэйд и другие выжившие сотрудники Дуг Дэвис, Трейси Лейси и Ребекка Халверсон вынуждены покинуть преподавательский зал, когда на них нападает Патриот. После побега в библиотеку к ним присоединился ученик по имени Кэлвин, сотрудники баррикодируются в музыкальном классе. Уэйд замечает, что Шелли поцарапала Клинта, и помещает его в карантин. Тем временем Дуг приходит к выводу, что Клинт испытывает только симптомы желудочного гриппа, поскольку вирус не поражает взрослых так, как детей. Кэлвин заключает, что виновниками инфекции являются Патриот и Динк.
Тем временем Люси предлагает подняться на крышу в конце учебного дня, чтобы позвать на помощь прибывших родителей. После того, как к школе подъезжает мама Рейси Редомпкинса её убивает собственный ребенок и заражает своего младшего брата. На Уэйда нападает Динк и ему приходится его убить, также к группе присоединяется подросток по имени Тамра, которую, как позже выясняется поцарапал один из зараженных детей. На основании вскрытия Динка, Дуг приходит к выводу, что у инфицированных детей в большинстве случаев мозг мертв, а вирус поражает только людей, не достигших половой зрелости, а это означает, что Тамра в безопасности. Когда Патриот отбирает власть, группа видит, что Кэлвин начинает терять сознание от диабетического шока, пытаясь убежать через другой выход они сталкиваются со школьным уборщиком Хатачи и укрываются у него в коморке.
Учителя пытаются найти путь к выходу из школы, избегая заражённых детей. Группа отправляет Клинта через систему вентиляции за шоколадкой для Кэлвина, а также ключами от грузовика Уэйда и их мобильными телефонами. Люси присоединяется к Клинту, и им удается добыть плитку шоколада, чтобы вывести Кэлвина из диабетического шока. Клинт и Люси отделяются от группы и попадают в библиотеку, где признаются друг другу в чувствах и целуются. Вскоре после этого Уэйд извиняется перед Люси за свое поведение по рации. Клинт вырубает нескольких детей таблетками, он и Люси снова собираются с Уэйдом и остальными, мастеря себе импровизированное оружие. Персонал пробивается через коридор и парковку, Хатачи окружен зараженными детьми внутри школы, а Уэйд остается, чтобы остальные могли уйти. Патриот, спрятавшийся в кузове грузовика Уэйда, нападает на Клинта и в конечном итоге оказывается прижатым грузовиком к дереву.
Группа продолжает путь в соседний город Дэнвилл, прежде чем в грузовике Уэйда заканчивается бензин, и обнаруживается, что город также захвачен, вирусная инфекция распространилась по всей стране. Несколько детей устраивают на них засаду, и они баррикадируются внутри детского развлекательного здания, где Дуг забирает зараженный куриный наггетс, чтобы изучить его в надежде разработать вакцину. Позже Шелли и инфицированные дети загоняют их в игровую комнату. Рик, Уэйд и Хатачи приезжают на фургоне и помогают группе выбраться из комнаты. Уэйд использует массивный пляжный мяч, чтобы забаррикадировать детей внутри, и обрызгивает их водяным пистолетом, наполненным бензином, разливая бензиновый след и поджигая здание. Им удается сбежать, выехав из города, а Шелли сгорает заживо, преследуя их.
В сцене после титров Хатачи сидит в школе, перекусывает и заканчивает рассказывать историю про лягушку.

## В ролях
| Актёр                  | Роль                                                                             |
| ---------------------- | -------------------------------------------------------------------------------- |
| Элайджа Вуд            | Клинт Хэдсон молодой писатель и временный учитель                                |
| Рэйн Уилсон            | Уэйд Джонсон физрук школы, агрессивный и решительный, парень Люси                |
| Элисон Пилл            | Люси МакКормик учительница музыки, бывшая возлюбленная Клинта и девушка Уэйда    |
| Джек МакБрайер         | Трейси Линкольн заместитель директора, робкий и нерешительный                    |
| Ли Уоннелл             | Даг Дэвис учитель наук                                                           |
| Насим Педрад           | Ребекка учительница начальных классов                                            |
| Иэн Бреннан            | сэр Савани учитель английского языка, заместитель директора Симмс                |
| Хорхе Гарсиа           | Рик водитель школьного автобуса                                                  |
| Купер Рот              | Датчер "Патриот" сложный ученик, который становится одним из лидеров зомби-детей |
| Морган Лили            | Тамра ученица                                                                    |
| Армани Джексон         | Кэлвин ученик                                                                    |
| Санни Мэй Эллисон      | Шелли Линкер ученица, первая заражённая вирусом                                  |
| Майлз Эллиот           | Динк зараженный ученик, друг "Патриота"                                          |
| Питер Квонг            | Хатачи школьный уборщик                                                          |
| Кейт Флэннери          | Чарман Хэдсон мама Клинта                                                        |
| Мэтт Джонс             | шериф Дэйв шериф Форт-Чикен                                                      |
| Джейк Бреннан          | Линкольн ученик                                                                  |
| Марк Кристофер Лоуренс | мистер Питерсон учитель                                                          |
| Ребекка Маршалл        | Эмили Допкинс мама Рейсера Допкинса                                              |
| Эйден Ловкамп          | Рейсер Допкинс ученик                                                            |